# Aba, Madžarska
Aba je vas na Madžarskem, ki upravno spada pod podregijo Abai županije Fejér.
Naselje se prvič omenja leta 1559 kot last Mihályja Csesznekyja.